# Ervin Bulku
Ervin Bulku (* 3. března 1981, Tirana, Albánie) je albánský fotbalový záložník/obránce a reprezentant, od roku 2014 hráč klubu KF Tirana.
Hraje na postu defenzivního středopolaře, alternativně na pravém kraji obrany. Mimo Albánii působil na klubové úrovni na Ukrajině, v Chorvatsku, Ázerbájdžánu a Íránu.

## Klubová kariéra
- KF Tirana (mládež)
- KF Tirana 1998–2007
- FK Kryvbas Kryvyj Rih 2007–2010
- HNK Hajduk Split 2010–2011
- AZAL PFK 2011–2012
- Sepahan FC 2012–2014
- KF Tirana 2014–

## Reprezentační kariéra
V A-mužstvu Albánie debutoval 13. 3. 2002 v přátelském utkání v San Diegu proti týmu Mexika (prohra 0:4).